# Bad Trip (2017)
Bad Trip is een Vlaamse komische langspeelfilm in regie van Dries Vos en naar een scenario van Jef Hoogmartens met onder meer Tom Audenaert, Peter De Graef, Jonas Van Geel, Maaike Cafmeyer en Marc Van Eeghem uit 2017.

## Plot
Vier vrienden moeten, in hun laatste week als huisgenoten, een ongekende hoeveelheid cocaine zien te verkopen.

## Rolverdeling
- Ben Segers als Sebas
- Tom Audenaert als Kris
- Peter De Graef als Methuselah
- Maaike Cafmeyer als agente Lindsey
- Ludo Hoogmartens als deurwaarder
- Liesa Naert als Sophie
- Ryszard Turbiasz als Vlad
- Stefaan Degand als Boris
- Gene Bervoets  als René
- Janine Bischops als  Buurvrouw
- Marc Van Eeghem als  Onbekend
- Jonas Van Geel als Tim